# Ascanio Sforza

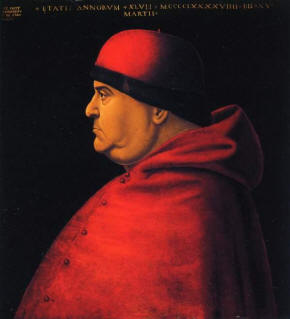
Kardinal Ascanio Maria Sforza (zeitgenössisches Gemälde)

Ascanio Maria Sforza (* 3. März 1455 in Mailand; † 28. Mai 1505 in Rom) aus der Familie Sforza war Kardinal und der sechste Sohn von Francesco I. Sforza, Herzog von Mailand und Herzogin Bianca Maria Visconti. Seine Brüder waren die Mailänder Herzöge Galeazzo Maria Sforza und Ludovico Sforza, genannt „il Moro“.

## Leben

Wappen von Ascanio Maria Kardinal Sforza

Ascanio Maria Sforza war Bischof von Eger und wurde im Jahr 1484 von Papst Sixtus IV. zum Kardinal mit der Titeldiakonie Santi Vito, Modesto e Crescenzia erhoben. Als Kardinal sah er es als seine Aufgabe an, die Macht der Sforza auszubauen und zu erhalten. Vor 1499 gehörte das Herzogtum von Mailand, das von seinem Bruder Ludovico Sforza usurpiert worden war, zu den einflussreichsten in Italien. Mailand allerdings war ein Lehen des Heiligen Römischen Reiches und unterstand damit nominell dem Kaiser – zunächst Friedrich III., ab 1493 dessen Sohn Maximilian I. Ludovicos Situation war vor allem deswegen prekär, weil er den rechtmäßigen Erben des Mailänder Throns, Galeazzo Maria Sforza (der überdies mit Isabella von Aragon (1470–1524), einer Enkelin des neapolitanischen Königs Ferrante verheiratet war) von der Herrschaft zu verdrängen suchte. Solange Kaiser Friedrich lebte, hatte er überdies keine Möglichkeit, mit dem Herzogshut rechtmäßig belehnt zu werden – der Habsburger lehnte den Abkömmling des Condottiere Muzio Attendolo schlichtweg als Parvenue ab. Daher befanden sich die Sforza – wie übrigens alle italienischen Herrscherhäuser – unter ständigem existentiellen Druck und waren gezwungen, laufend wechselnde Bündnisse einzugehen.
Die Sforza hatten zunächst die Wahl Rodrigo de Borgias zum Papst unterstützt, ursprünglich in der Hoffnung, dieser werde sich ähnlich am Gängelband führen lassen, wie es Giuliano della Rovere mit seinem Vorgänger Innozenz VIII. vorgeführt hatte. Ascanio wollte eigentlich selbst nach dem Tode Innozenz im Juli 1492 Papst werden, aber mit seinen 37 Jahren war er nicht nur zu jung, sondern auch durch seine Familie zu stark politisch exponiert. Schon im Konklave zog Ascanio alle Register: ausgestattet mit einer Vollmacht seines Bruders zum Stimmenkauf und den zahlreichen Pfründen des Vizekanzlers der Kurie, Rodrigo Borgia, als Handelsware wurde der Papstthron regelrecht verkauft. Wie der Sekretär des Kardinals Barbo, Giovanni Lorenzi, schon vor dem Konklave festgehalten hatte, hatten die beiden den Weltkreis unter sich aufgeteilt: der Vizekanzler wird Papst, Ascanio aber Über-Papst.
Doch Alexander VI. (so der Papstname Rodrigo de Borgias), der – wie bereits sein Onkel Calixt III. – in Neapel eine mögliche Borgia-Herrschaft sah, spielte sein eigenes Spiel. Dadurch sah sich Ludovico Sforza gezwungen, Frankreich um Unterstützung zu bitten; Karl VIII. betrachtete sich ohnehin als rechtmäßiger Erbe des Königreiches Neapel und hatte – nach dem eben gegen Maximilian I. verlorenen Erbfolgekrieg um Burgund nicht nur beide Hände frei, sondern strebte überdies danach, sich endlich mit Ruhm zu bedecken. Der französische König sollte überdies nicht nur Ferrante ausschalten, sondern auch ein Konzil erzwingen, um den in den Augen der Sforza unbotmäßigen Papst abzusetzen – natürlich mit dem Hintergedanken, dass Ascanio endlich selbst nach der Tiara greifen konnte. (Alexander hatte in der Zwischenzeit mit den Neapolitanern verhandelt – Neapel war immerhin ein päpstliches Lehen – und hatte eine Hochzeitsverbindung mit den Aragonesen ins Auge gefasst.)
Der folgende Italienfeldzug Karls VIII. war zwar siegreich, aber lediglich, was Neapel anbelangte – denn der König verzichtete auf ein Konzil, und Alexander konnte seinen Kopf in Verhandlungen aus der Schlinge ziehen.
Die französischen Truppen in Italien wurden immer mehr zur Gefahr für das europäische Gleichgewicht – und vor allem von den italienischen Stadtstaaten und Territorialherren als Bedrohung empfunden. Die Sforza sahen sich unter dem Druck der italienischen Verhältnisse gezwungen, wieder einmal ihre Bündnispartner zu wechseln. Gemeinsam mit Spanien, dem Kaiser, Venedig und dem Papst bildeten sie eine Liga gegen Frankreich und vertrieben am 6. Juli 1495 in der Schlacht bei Fornovo die französischen Truppen aus Italien.
Ascanio war jetzt an der Kurie zwischen die Fronten geraten und drohte zwischen Giuliano della Rovere (der zunächst nach dem Konklave ins französische Exil gegangen war und dort den König zu einem Konzil gegen Alexander gewinnen wollte, sich jetzt aber auf Wunsch des Königs mit dem Papst – vorübergehend – ausgesöhnt hatte) und den Borgia aufgerieben zu werden. Als Karl VIII. 1497 starb – er war in seinem Schloss in Amboise gegen einen Balken gelaufen und hatte infolge der Kopfverletzung offensichtlich einen Schlaganfall erlitten – wurde Ludwig XII. aus dem Hause Orléans französischer König. War Karl noch ein Verbündeter Ludovicos gewesen, so änderte sich die Lage grundlegend: denn die Orléans waren mit den Visconti verwandt – und ebendiese waren durch die Sforza aus Mailand vertrieben worden. Somit streckte der neue französische Herrscher seine Hände nach Mailand aus.
Im Jahre 1500 hatten französische Truppen schließlich die Residenzstadt Mailand der Sforza-Familie besetzt. Kardinal Ascanio Sforza unterstützte seinen Bruder – der mit seiner Familie zwischenzeitlich nach Österreich ins Exil gegangen war (Bianca Maria Sforza war mit dem römisch-deutschen König und späteren Kaiser Maximilian I. verheiratet) – bei den Kämpfen um die Rückeroberung der Stadt. Als Ludovico Sforza jedoch seine Schweizer Söldner nicht mehr bezahlen konnte, wurde er von diesen im April 1500 an die Franzosen ausgeliefert. Ludovico sollte 1508 in französischer Gefangenschaft sterben. Kardinal Ascanio Sforza wurde – ebenfalls 1500 – von Venedig an die Franzosen ausgeliefert. Anders als sein Bruder wurde er jedoch nicht in einen Kerker geworfen, sondern erhielt lediglich Hausarrest und wurde 1502 unter der Auflage freigelassen, Frankreich nicht zu verlassen. Kardinal Ascanio Sforza wurde sogar an den französischen Königshof unter Ludwig XII. gerufen und zählte bald zu den ständigen Jagdbegleitern des französischen Königs. Aufsehen erregte er, als er der französischen Königin eine ungewöhnlich große Perle überreichen ließ, die früher sein Bruder Ludovico trug.

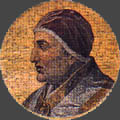
Papst Pius III. – Die Wahl von Pius III. als Nachfolger von Alexander VI. ist auf das Ränkespiel von Kardinal Ascanio Sforza zurückzuführen

Im August 1503 gestattete Ludwig XII. dem Kardinal die Rückkehr nach Rom. Papst Alexander VI. war gestorben, und Kardinal Ascanio Sforza sicherte dem französischen König zu, seine Stimme dem französischen Kardinal Georges d’Amboise zu geben. Die Politik, die der Kardinal betrieb, war jedoch immer noch auf die Rehabilitation seiner Familie, die Wiedereinsetzung seines in französischer Haft eingekerkerten Bruders Ludovico als Duca in Mailand und die Vertreibung der Franzosen aus der Lombardei gerichtet. Entsprechend seiner Zusage gegenüber dem französischen König wählte Kardinal Sforza tatsächlich den vom französischen Hof favorisierten Kardinal, sorgte jedoch dafür, dass im Konklave schließlich Francesco Nanni Todeschini-Piccolomini als Pius III. zum Papst gewählt wurde. Pius III., der vor allem Giuliano della Rovere verhindern sollte, erwies sich jedoch nur als ein Übergangskandidat – er starb bereits vier Wochen nach seiner Wahl. Damit war endgültig der Weg für Giuliano della Rovere frei, der als Julius II. auf den Stuhl Petri gelangte.
Wenn Papst Julius II. auch einer den Sforzas nicht wohlgesinnten italienischen Herrscherfamilie angehörte, einte sie jedoch das Ziel, Frankreichs Einfluss in Italien zu beenden. Die Politik Julius’ eskalierte 1510 schließlich in einem offenen Kampf gegen die in Norditalien befindlichen französischen Truppen. Kardinal Ascanio Sforza erlebte dies allerdings nicht mehr. Er starb im 50. Lebensjahr am 28. Mai 1505.

## Grabmal
Ascanio Maria Sforzas Grabmal, das von Julius II. trotz der Gegnerschaft an Andrea Sansovino (um 1467–1529) in Auftrag gegeben wurde, steht in der Kirche Santa Maria del Popolo in Rom in der „Cappella Maggiore“. Es ist das erste dreiachsige Triumphbogengrab, das in Rom errichtet wurde, und trägt die Inschrift:
Ascanio Maria Sforza...der sich im Glück maßvoll, im Unglück von höchster Standhaftigkeit erwies, von Papst Julius II., der sich der überaus respektablen Tugenden des Verewigten erinnerte, die Streitigkeiten mit ihm aber vergaß. (zit. n. Zitzlsperger, S. 27f)
Diese ungewöhnlich erscheinende Geste Julius II. hat einen realpolitischen Hintergrund. Für Julius II. war die Familie der Sforza als legitime Herzöge von Mailand wichtige Bündnispartner im Kampf gegen die französischen Truppen. Mit dem Grabmal dokumentierte der Papst aus der Rovere-Familie, dass er ihre Herrschaft über Mailand anerkannte.

## Einfluss auf die Musikgeschichte
Nach Ascanio Sforzas Einzug in Rom berief er vermutlich den Komponisten Josquin Desprez (um 1450/55–1521) in die päpstliche Sängerkapelle. Die Beziehung zwischen Ascanio Sforza und Desprez war so eng, dass einige Kompositionen Josquins unter der Autorenangabe „Josquin Dascanio“ überliefert sind.